# سواتی یان (ناحیه پریبرام)
سواتی یان (ناحیه پریبرام) (به چکی: Svatý Jan) یک منطقهٔ مسکونی در جمهوری چک است که در ناحیه پریبرام واقع شده‌است.